# Konrád
A Konrád férfinév a német Kuonrat névből származik. Elemeinek jelentése: merész és tanács.

## Rokon nevek
- Kunó:[1] a Konrád német becenevéből önállósult.[3]
- Kurt:[1] a Konrád német becenevéből önállósult.[3]

## Gyakorisága
Az 1990-es években a Konrád, Kurt és Kunó szórványos név volt, a 2000-es években nem szerepelnek a 100 leggyakoribb férfinév között.

## Névnapok
Konrád, Kurt
- február 14.[2]
- február 18.[2]
- február 19.[2]
- április 20.[2]
- április 21.[2]
- június 1.[2]
- november 26.[2]
- december 14.[2]

Kunó
- február 19.[3]
- május 29.[3]
- június 1.[3]

## Híres Konrádok, Kunók és Kurtok
- Konrad Adenauer német kancellár
- Konrad Henlein szudétanémet náci politikus
- Franz Conrad von Hötzendorf vezérezredes, vezérkari főnök
- Konrad Lorenz etológus
- Conrad Ferdinand Meyer svájci író
- Konrad der Pfaffe német szerzetes, költő
- Wilhelm Conrad Röntgen Nobel-díjas német fizikus
- Verebélyi Konrád labdarúgó
- Klebelsberg Kuno kultuszminiszter
- Kurt Beck politikus
- Kurt Cobain zenész, költő, festő
- Kurt Elshot labdarúgó
- Curt Giles kanadai jégkorongozó
- Kurt Gödel matematikus
- Kurt Hensel matematikus
- Kurt Georg Kiesinger német kancellár
- Kurt Masur karmester
- Kurt Russell amerikai színész
- Kurt Schwitters képzőművész
- Kurt Tucholsky író
- Kurt Vonnegut író
- Kurt Waldheim osztrák politikus, ENSZ főtitkár

### Uralkodók
- I. Konrád keleti frank király és német-római császár
- II. Konrád német-római császár és német-római császár
- III. Konrád német király és német-római császár
- IV. Konrád német király  és német-római császár

## Egyéb Konrádok, Kurtok és Kunók
- Kunó település